# Loch Syre
Loch Syre är en sjö i Storbritannien.   Den ligger i kommunen Highland och riksdelen Skottland, i den norra delen av landet, 800 km norr om huvudstaden London. Loch Syre ligger 150 meter över havet.Trakten runt Loch Syre består i huvudsak av gräsmarker.